# Torneo de la División I de Baloncesto Masculino de la NCAA de 2015
El Torneo de la División I de Baloncesto Masculino de la NCAA de 2015 se celebró para determinar el Campeón de la División I de la NCAA. Fueron 68 los equipos que disputaron la fase final, organizándose una ronda previa que daba acceso a la fase final entre 8 equipos, de los que cuatro se incorporarían a cada uno de los cuadros regionales. La Final Four se disputó en el Lucas Oil Stadium de Indianápolis, Indiana.
Los ganadores fueron el equipo de la Universidad de Duke, que lograban su quinto campeonato en once finales disputadas, el último en 2010, derrotando en la final a la Universidad de Wisconsin, que disputaba su segundo partido por el título. Tyus Jones, de los Blue Devils, fue considerado Mejor Jugador del Torneo.

## Equipos
| Midwest Region – Quicken Loans Arena, Cleveland, Ohio | Midwest Region – Quicken Loans Arena, Cleveland, Ohio | Midwest Region – Quicken Loans Arena, Cleveland, Ohio | Midwest Region – Quicken Loans Arena, Cleveland, Ohio | Midwest Region – Quicken Loans Arena, Cleveland, Ohio | Midwest Region – Quicken Loans Arena, Cleveland, Ohio | Midwest Region – Quicken Loans Arena, Cleveland, Ohio |
| Rank.                                                 | Universidad                                           | Conferencia                                           | Record                                                | Tipo invitación                                       | Rank. General                                         |                                                       |
| ----------------------------------------------------- | ----------------------------------------------------- | ----------------------------------------------------- | ----------------------------------------------------- | ----------------------------------------------------- | ----------------------------------------------------- | ----------------------------------------------------- |
| 1                                                     | Kentucky                                              | SEC                                                   | 34–0                                                  | Campeón de torneo                                     | 1                                                     |                                                       |
| 2                                                     | Kansas                                                | Big 12                                                | 26–8                                                  | General                                               | 8                                                     |                                                       |
| 3                                                     | Notre Dame                                            | ACC                                                   | 29–5                                                  | Campeón de torneo                                     | 12                                                    |                                                       |
| 4                                                     | Maryland                                              | Big Ten                                               | 27–6                                                  | General                                               | 14                                                    |                                                       |
| 5                                                     | West Virginia                                         | Big 12                                                | 23–9                                                  | General                                               | 19                                                    |                                                       |
| 6                                                     | Butler                                                | Big East                                              | 22–10                                                 | General                                               | 23                                                    |                                                       |
| 7                                                     | Wichita State                                         | Missouri Valley                                       | 28–4                                                  | General                                               | 26                                                    |                                                       |
| 8                                                     | Cincinnati                                            | American                                              | 22–10                                                 | General                                               | 29                                                    |                                                       |
| 9                                                     | Purdue                                                | Big Ten                                               | 21–12                                                 | General                                               | 36                                                    |                                                       |
| 10                                                    | Indiana                                               | Big Ten                                               | 20–13                                                 | General                                               | 37                                                    |                                                       |
| 11                                                    | Texas                                                 | Big 12                                                | 20–13                                                 | General                                               | 41                                                    |                                                       |
| 12                                                    | Buffalo                                               | Mid American                                          | 23–9                                                  | Campeón de torneo                                     | 48                                                    |                                                       |
| 13                                                    | Valparaiso                                            | Horizon                                               | 28–5                                                  | Campeón de torneo                                     | 51                                                    |                                                       |
| 14                                                    | Northeastern                                          | Colonial                                              | 23–11                                                 | Campeón de torneo                                     | 56                                                    |                                                       |
| 15                                                    | New Mexico State                                      | WAC                                                   | 23–10                                                 | Campeón de torneo                                     | 59                                                    |                                                       |
| 16*                                                   | Manhattan                                             | MAAC                                                  | 19–13                                                 | Campeón de torneo                                     | 67                                                    |                                                       |
| 16*                                                   | Hampton                                               | MEAC                                                  | 16–17                                                 | Campeón de torneo                                     | 68                                                    |                                                       |

| West Region – Staples Center, Los Ángeles | West Region – Staples Center, Los Ángeles | West Region – Staples Center, Los Ángeles | West Region – Staples Center, Los Ángeles | West Region – Staples Center, Los Ángeles | West Region – Staples Center, Los Ángeles | West Region – Staples Center, Los Ángeles |
| Rank.                                     | Universidad                               | Conferencia                               | Record                                    | Tipo invitación                           | Rank. General                             |                                           |
| ----------------------------------------- | ----------------------------------------- | ----------------------------------------- | ----------------------------------------- | ----------------------------------------- | ----------------------------------------- | ----------------------------------------- |
| 1                                         | Wisconsin                                 | Big Ten                                   | 31–3                                      | Campeón de torneo                         | 4                                         |                                           |
| 2                                         | Arizona                                   | Pac-12                                    | 31–3                                      | Campeón de torneo                         | 6                                         |                                           |
| 3                                         | Baylor                                    | Big 12                                    | 24–9                                      | General                                   | 10                                        |                                           |
| 4                                         | North Carolina                            | ACC                                       | 24–11                                     | General                                   | 13                                        |                                           |
| 5                                         | Arkansas                                  | SEC                                       | 26–8                                      | General                                   | 18                                        |                                           |
| 6                                         | Xavier                                    | Big East                                  | 21–13                                     | General                                   | 24                                        |                                           |
| 7                                         | VCU                                       | Atlantic 10                               | 26–9                                      | Campeón de torneo                         | 28                                        |                                           |
| 8                                         | Oregon                                    | Pac-12                                    | 25–9                                      | General                                   | 30                                        |                                           |
| 9                                         | Oklahoma State                            | Big 12                                    | 18–13                                     | General                                   | 34                                        |                                           |
| 10                                        | Ohio State                                | Big Ten                                   | 23–10                                     | General                                   | 39                                        |                                           |
| 11*                                       | Ole Miss                                  | SEC                                       | 20–12                                     | General                                   | 43                                        |                                           |
| 11*                                       | BYU                                       | West Coast                                | 25–9                                      | General                                   | 44                                        |                                           |
| 12                                        | Wofford                                   | Southern                                  | 28–6                                      | Campeón de torneo                         | 49                                        |                                           |
| 13                                        | Harvard                                   | Ivy                                       | 22–7                                      | Campeón de torneo                         | 52                                        |                                           |
| 14                                        | Georgia State                             | Sun Belt                                  | 24–9                                      | Campeón de torneo                         | 55                                        |                                           |
| 15                                        | Texas Southern                            | SWAC                                      | 22–12                                     | Campeón de torneo                         | 61                                        |                                           |
| 16                                        | Coastal Carolina                          | Big South                                 | 24–9                                      | Campeón de torneo                         | 64                                        |                                           |

| East Region – Carrier Dome, Syracuse, New York | East Region – Carrier Dome, Syracuse, New York | East Region – Carrier Dome, Syracuse, New York | East Region – Carrier Dome, Syracuse, New York | East Region – Carrier Dome, Syracuse, New York | East Region – Carrier Dome, Syracuse, New York | East Region – Carrier Dome, Syracuse, New York |
| Rank.                                          | Universidad                                    | Conferencia                                    | Record                                         | Tipo invitación                                | Rank. General                                  |                                                |
| ---------------------------------------------- | ---------------------------------------------- | ---------------------------------------------- | ---------------------------------------------- | ---------------------------------------------- | ---------------------------------------------- | ---------------------------------------------- |
| 1                                              | Villanova                                      | Big East                                       | 32–2                                           | Campeón de torneo                              | 2                                              |                                                |
| 2                                              | Virginia                                       | ACC                                            | 29–3                                           | General                                        | 5                                              |                                                |
| 3                                              | Oklahoma                                       | Big 12                                         | 22–10                                          | General                                        | 11                                             |                                                |
| 4                                              | Louisville                                     | ACC                                            | 24–8                                           | General                                        | 15                                             |                                                |
| 5                                              | Northern Iowa                                  | Missouri Valley                                | 30–3                                           | Campeón de torneo                              | 20                                             |                                                |
| 6                                              | Providence                                     | Big East                                       | 22–11                                          | General                                        | 22                                             |                                                |
| 7                                              | Michigan State                                 | Big Ten                                        | 23–11                                          | General                                        | 25                                             |                                                |
| 8                                              | North Carolina State                           | ACC                                            | 20–13                                          | General                                        | 31                                             |                                                |
| 9                                              | LSU                                            | SEC                                            | 22–10                                          | General                                        | 35                                             |                                                |
| 10                                             | Georgia                                        | SEC                                            | 21–11                                          | General                                        | 40                                             |                                                |
| 11*                                            | Boise State                                    | Mountain West                                  | 25–8                                           | General                                        | 45                                             |                                                |
| 11*                                            | Dayton                                         | Atlantic 10                                    | 25–8                                           | General                                        | 46                                             |                                                |
| 12                                             | Wyoming                                        | Mountain West                                  | 25–9                                           | Campeón de torneo                              | 47                                             |                                                |
| 13                                             | UC Irvine                                      | Big West                                       | 21–12                                          | Campeón de torneo                              | 54                                             |                                                |
| 14                                             | Albany                                         | America East                                   | 24–8                                           | Campeón de torneo                              | 58                                             |                                                |
| 15                                             | Belmont                                        | Ohio Valley                                    | 22–10                                          | Campeón de torneo                              | 60                                             |                                                |
| 16                                             | Lafayette                                      | Patriot                                        | 20–12                                          | Campeón de torneo                              | 63                                             |                                                |

| South Region – NRG Stadium, Houston, Texas | South Region – NRG Stadium, Houston, Texas | South Region – NRG Stadium, Houston, Texas | South Region – NRG Stadium, Houston, Texas | South Region – NRG Stadium, Houston, Texas | South Region – NRG Stadium, Houston, Texas | South Region – NRG Stadium, Houston, Texas |
| Rank.                                      | Universidad                                | Conferencia                                | Record                                     | Tipo invitación                            | Rank. General                              |                                            |
| ------------------------------------------ | ------------------------------------------ | ------------------------------------------ | ------------------------------------------ | ------------------------------------------ | ------------------------------------------ | ------------------------------------------ |
| 1                                          | Duke                                       | ACC                                        | 29–4                                       | General                                    | 3                                          |                                            |
| 2                                          | Gonzaga                                    | West Coast                                 | 32–2                                       | Campeón de torneo                          | 7                                          |                                            |
| 3                                          | Iowa State                                 | Big 12                                     | 25–8                                       | Campeón de torneo                          | 9                                          |                                            |
| 4                                          | Georgetown                                 | Big East                                   | 21–10                                      | General                                    | 16                                         |                                            |
| 5                                          | Utah                                       | Pac-12                                     | 24–8                                       | General                                    | 17                                         |                                            |
| 6                                          | SMU                                        | American                                   | 27–6                                       | Campeón de torneo                          | 21                                         |                                            |
| 7                                          | Iowa                                       | Big Ten                                    | 21–11                                      | General                                    | 27                                         |                                            |
| 8                                          | San Diego State                            | Mountain West                              | 26–8                                       | General                                    | 32                                         |                                            |
| 9                                          | St. John's                                 | Big East                                   | 21–11                                      | General                                    | 33                                         |                                            |
| 10                                         | Davidson                                   | Atlantic 10                                | 24–7                                       | General                                    | 38                                         |                                            |
| 11                                         | UCLA                                       | Pac-12                                     | 20–13                                      | General                                    | 42                                         |                                            |
| 12                                         | Stephen F. Austin                          | Southland                                  | 29–4                                       | Campeón de torneo                          | 50                                         |                                            |
| 13                                         | Eastern Washington                         | Big Sky                                    | 26–8                                       | Campeón de torneo                          | 53                                         |                                            |
| 14                                         | UAB                                        | C-USA                                      | 19–15                                      | Campeón de torneo                          | 57                                         |                                            |
| 15                                         | North Dakota State                         | Summit                                     | 23–9                                       | Campeón de torneo                          | 62                                         |                                            |
| 16*                                        | North Florida                              | Atlantic Sun                               | 23–11                                      | Campeón de torneo                          | 65                                         |                                            |
| 16*                                        | Robert Morris                              | NEC                                        | 19–14                                      | Campeón de torneo                          | 66                                         |                                            |

## Fase final
* – Denota partido con prórroga.

### First Four – Dayton, Ohio
|  | 17 de marzo – West Region |          |    |  |
|  |                           |          |    |  |
|  | 11                        | BYU      | 90 |  |
|  | 11                        | BYU      | 90 |  |
|  | 11                        | Ole Miss | 94 |  |
|  | 11                        | Ole Miss | 94 |  |

|  | 17 de marzo – Midwest Region |           |    |  |
|  |                              |           |    |  |
|  | 16                           | Hampton   | 74 |  |
|  | 16                           | Hampton   | 74 |  |
|  | 16                           | Manhattan | 64 |  |
|  | 16                           | Manhattan | 64 |  |

|  | 18 de marzo – East Region |             |    |  |
|  |                           |             |    |  |
|  | 11                        | Boise State | 55 |  |
|  | 11                        | Boise State | 55 |  |
|  | 11                        | Dayton      | 56 |  |
|  | 11                        | Dayton      | 56 |  |

|  | 18 de marzo – South Region |               |    |  |
|  |                            |               |    |  |
|  | 16                         | North Florida | 77 |  |
|  | 16                         | North Florida | 77 |  |
|  | 16                         | Robert Morris | 81 |  |
|  | 16                         | Robert Morris | 81 |  |

### Midwest Regional – Cleveland, Ohio
|  | 2.ª ronda Ronda de 64 19-20 de marzo | 2.ª ronda Ronda de 64 19-20 de marzo | 2.ª ronda Ronda de 64 19-20 de marzo |               |     | 3.ª ronda Ronda de 32 21-22 de marzo | 3.ª ronda Ronda de 32 21-22 de marzo | 3.ª ronda Ronda de 32 21-22 de marzo |  |   | Semifinales Regionales Sweet 16 26 de marzo | Semifinales Regionales Sweet 16 26 de marzo | Semifinales Regionales Sweet 16 26 de marzo |  |   | Final Regional Elite 8 28 de marzo | Final Regional Elite 8 28 de marzo | Final Regional Elite 8 28 de marzo |  |
|  |                                      |                                      |                                      |               |     |                                      |                                      |                                      |  |   |                                             |                                             |                                             |  |   |                                    |                                    |                                    |  |
|  |                                      |                                      |                                      |               |     |                                      |                                      |                                      |  |   |                                             |                                             |                                             |  |   |                                    |                                    |                                    |  |
|  | 1                                    | Kentucky                             | 79                                   |               |     |                                      |                                      |                                      |  |   |                                             |                                             |                                             |  |   |                                    |                                    |                                    |  |
|  | 1                                    | Kentucky                             | 79                                   |               |     |                                      |                                      |                                      |  |   |                                             |                                             |                                             |  |   |                                    |                                    |                                    |  |
|  | 16                                   | Hampton                              | 56                                   |               |     |                                      |                                      |                                      |  |   |                                             |                                             |                                             |  |   |                                    |                                    |                                    |  |
|  | 16                                   | Hampton                              | 56                                   |               | 1   | Kentucky                             | 64                                   |                                      |  |   |                                             |                                             |                                             |  |   |                                    |                                    |                                    |  |
|  | Louisville                           |                                      |                                      |               | 1   | Kentucky                             | 64                                   |                                      |  |   |                                             |                                             |                                             |  |   |                                    |                                    |                                    |  |
|  |                                      |                                      | 8                                    | Cincinnati    | 51  |                                      |                                      |                                      |  |   |                                             |                                             |                                             |  |   |                                    |                                    |                                    |  |
|  | 8                                    | Cincinnati                           | 8                                    | Cincinnati    | 51  | 66*                                  |                                      |                                      |  |   |                                             |                                             |                                             |  |   |                                    |                                    |                                    |  |
|  | 8                                    | Cincinnati                           |                                      |               |     |                                      |                                      |                                      |  |   |                                             |                                             |                                             |  |   |                                    |                                    |                                    |  |
|  | 9                                    | Purdue                               | 65                                   |               |     |                                      |                                      |                                      |  |   |                                             |                                             |                                             |  |   |                                    |                                    |                                    |  |
|  | 9                                    | Purdue                               | 65                                   |               |     |                                      |                                      |                                      |  | 1 | Kentucky                                    | 78                                          |                                             |  |   |                                    |                                    |                                    |  |
|  |                                      |                                      |                                      |               |     |                                      |                                      |                                      |  | 1 | Kentucky                                    | 78                                          |                                             |  |   |                                    |                                    |                                    |  |
|  |                                      |                                      | 5                                    | West Virginia | 39  |                                      |                                      |                                      |  |   |                                             |                                             |                                             |  |   |                                    |                                    |                                    |  |
|  | 5                                    | West Virginia                        | 5                                    | West Virginia | 39  | 68                                   |                                      |                                      |  |   |                                             |                                             |                                             |  |   |                                    |                                    |                                    |  |
|  | 5                                    | West Virginia                        |                                      |               |     |                                      |                                      |                                      |  |   |                                             |                                             |                                             |  |   |                                    |                                    |                                    |  |
|  | 12                                   | Buffalo                              | 62                                   |               |     |                                      |                                      |                                      |  |   |                                             |                                             |                                             |  |   |                                    |                                    |                                    |  |
|  | 12                                   | Buffalo                              | 62                                   |               | 5   | West Virginia                        | 69                                   |                                      |  |   |                                             |                                             |                                             |  |   |                                    |                                    |                                    |  |
|  | Columbus                             |                                      |                                      |               | 5   | West Virginia                        | 69                                   |                                      |  |   |                                             |                                             |                                             |  |   |                                    |                                    |                                    |  |
|  |                                      |                                      | 4                                    | Maryland      | 59  |                                      |                                      |                                      |  |   |                                             |                                             |                                             |  |   |                                    |                                    |                                    |  |
|  | 4                                    | Maryland                             | 4                                    | Maryland      | 59  | 65                                   |                                      |                                      |  |   |                                             |                                             |                                             |  |   |                                    |                                    |                                    |  |
|  | 4                                    | Maryland                             |                                      |               |     |                                      |                                      |                                      |  |   |                                             |                                             |                                             |  |   |                                    |                                    |                                    |  |
|  | 13                                   | Valparaiso                           | 62                                   |               |     |                                      |                                      |                                      |  |   |                                             |                                             |                                             |  |   |                                    |                                    |                                    |  |
|  | 13                                   | Valparaiso                           | 62                                   |               |     |                                      |                                      |                                      |  |   |                                             |                                             |                                             |  | 1 | Kentucky                           | 68                                 |                                    |  |
|  |                                      |                                      |                                      |               |     |                                      |                                      |                                      |  |   |                                             |                                             |                                             |  | 1 | Kentucky                           | 68                                 |                                    |  |
|  |                                      |                                      | 3                                    | Notre Dame    | 66  |                                      |                                      |                                      |  |   |                                             |                                             |                                             |  |   |                                    |                                    |                                    |  |
|  | 6                                    | Butler                               | 3                                    | Notre Dame    | 66  | 56                                   |                                      |                                      |  |   |                                             |                                             |                                             |  |   |                                    |                                    |                                    |  |
|  | 6                                    | Butler                               |                                      |               |     |                                      |                                      |                                      |  |   |                                             |                                             |                                             |  |   |                                    |                                    |                                    |  |
|  | 11                                   | Texas                                | 48                                   |               |     |                                      |                                      |                                      |  |   |                                             |                                             |                                             |  |   |                                    |                                    |                                    |  |
|  | 11                                   | Texas                                | 48                                   |               | 6   | Butler                               | 64                                   |                                      |  |   |                                             |                                             |                                             |  |   |                                    |                                    |                                    |  |
|  | Pittsburgh                           |                                      |                                      |               | 6   | Butler                               | 64                                   |                                      |  |   |                                             |                                             |                                             |  |   |                                    |                                    |                                    |  |
|  |                                      |                                      | 3                                    | Notre Dame    | 67* |                                      |                                      |                                      |  |   |                                             |                                             |                                             |  |   |                                    |                                    |                                    |  |
|  | 3                                    | Notre Dame                           | 3                                    | Notre Dame    | 67* | 69                                   |                                      |                                      |  |   |                                             |                                             |                                             |  |   |                                    |                                    |                                    |  |
|  | 3                                    | Notre Dame                           |                                      |               |     |                                      |                                      |                                      |  |   |                                             |                                             |                                             |  |   |                                    |                                    |                                    |  |
|  | 14                                   | Northeastern                         | 65                                   |               |     |                                      |                                      |                                      |  |   |                                             |                                             |                                             |  |   |                                    |                                    |                                    |  |
|  | 14                                   | Northeastern                         | 65                                   |               |     |                                      |                                      |                                      |  | 3 | Notre Dame                                  | 81                                          |                                             |  |   |                                    |                                    |                                    |  |
|  |                                      |                                      |                                      |               |     |                                      |                                      |                                      |  | 3 | Notre Dame                                  | 81                                          |                                             |  |   |                                    |                                    |                                    |  |
|  |                                      |                                      | 7                                    | Wichita State | 70  |                                      |                                      |                                      |  |   |                                             |                                             |                                             |  |   |                                    |                                    |                                    |  |
|  | 7                                    | Wichita State                        | 7                                    | Wichita State | 70  | 81                                   |                                      |                                      |  |   |                                             |                                             |                                             |  |   |                                    |                                    |                                    |  |
|  | 7                                    | Wichita State                        |                                      |               |     |                                      |                                      |                                      |  |   |                                             |                                             |                                             |  |   |                                    |                                    |                                    |  |
|  | 10                                   | Indiana                              | 76                                   |               |     |                                      |                                      |                                      |  |   |                                             |                                             |                                             |  |   |                                    |                                    |                                    |  |
|  | 10                                   | Indiana                              | 76                                   |               | 7   | Wichita State                        | 78                                   |                                      |  |   |                                             |                                             |                                             |  |   |                                    |                                    |                                    |  |
|  | Omaha                                |                                      |                                      |               | 7   | Wichita State                        | 78                                   |                                      |  |   |                                             |                                             |                                             |  |   |                                    |                                    |                                    |  |
|  |                                      |                                      | 2                                    | Kansas        | 65  |                                      |                                      |                                      |  |   |                                             |                                             |                                             |  |   |                                    |                                    |                                    |  |
|  | 2                                    | Kansas                               | 2                                    | Kansas        | 65  | 75                                   |                                      |                                      |  |   |                                             |                                             |                                             |  |   |                                    |                                    |                                    |  |
|  | 2                                    | Kansas                               |                                      |               |     |                                      |                                      |                                      |  |   |                                             |                                             |                                             |  |   |                                    |                                    |                                    |  |
|  | 15                                   | New Mexico State                     | 56                                   |               |     |                                      |                                      |                                      |  |   |                                             |                                             |                                             |  |   |                                    |                                    |                                    |  |
|  | 15                                   | New Mexico State                     | 56                                   |               |     |                                      |                                      |                                      |  |   |                                             |                                             |                                             |  |   |                                    |                                    |                                    |  |
|  |                                      |                                      |                                      |               |     |                                      |                                      |                                      |  |   |                                             |                                             |                                             |  |   |                                    |                                    |                                    |  |

#### Final Regional
| 28 de marzo de 2015 | Notre Dame Fighting Irish                                                | 66–68                              | Kentucky Wildcats                                              | |  |
| 8:49 p. m. EDT      | Marcador por tiempos: 31–31, 35–37                                       | Marcador por tiempos: 31–31, 35–37 | Marcador por tiempos: 31–31, 35–37                             | |  |
|                     | Estadísticas Z. Auguste – 20 Z. Auguste, P. Connaughton – 9 J. Grant – 6 | Reporte Pts Reb Asts               | Estadísticas K. Towns – 25 K. Towns, T. Lyles – 5 K. Towns – 4 | Pabellón: Quicken Loans Arena – Cleveland, Ohio Asistencia: 19,464 espectadores Árbitros: Chris Rastatter, Joe DeRosa, David Hall Televisión: TBS |  |

#### Mejor quinteto del Midwest Regional
- Pat Connaughton, Notre Dame
- Zach Auguste, Notre Dame
- Willie Cauley-Stein, Kentucky
- Karl-Anthony Towns, Kentucky
- Andrew Harrison, Kentucky[2][3]

En negrita, mejor jugador del torneo

### West Regional – Los Ángeles, California
|  | 2.ª ronda Ronda de 64 19-20 de marzo | 2.ª ronda Ronda de 64 19-20 de marzo | 2.ª ronda Ronda de 64 19-20 de marzo |                |    | 3.ª ronda Ronda de 32 21-22 de marzo | 3.ª ronda Ronda de 32 21-22 de marzo | 3.ª ronda Ronda de 32 21-22 de marzo |  |   | Semifinales Regionales Sweet 16 26 de marzo | Semifinales Regionales Sweet 16 26 de marzo | Semifinales Regionales Sweet 16 26 de marzo |  |   | Final Regional Elite 8 28 de marzo | Final Regional Elite 8 28 de marzo | Final Regional Elite 8 28 de marzo |  |
|  |                                      |                                      |                                      |                |    |                                      |                                      |                                      |  |   |                                             |                                             |                                             |  |   |                                    |                                    |                                    |  |
|  |                                      |                                      |                                      |                |    |                                      |                                      |                                      |  |   |                                             |                                             |                                             |  |   |                                    |                                    |                                    |  |
|  | 1                                    | Wisconsin                            | 86                                   |                |    |                                      |                                      |                                      |  |   |                                             |                                             |                                             |  |   |                                    |                                    |                                    |  |
|  | 1                                    | Wisconsin                            | 86                                   |                |    |                                      |                                      |                                      |  |   |                                             |                                             |                                             |  |   |                                    |                                    |                                    |  |
|  | 16                                   | Coastal Carolina                     | 72                                   |                |    |                                      |                                      |                                      |  |   |                                             |                                             |                                             |  |   |                                    |                                    |                                    |  |
|  | 16                                   | Coastal Carolina                     | 72                                   |                | 1  | Wisconsin                            | 72                                   |                                      |  |   |                                             |                                             |                                             |  |   |                                    |                                    |                                    |  |
|  | Omaha                                |                                      |                                      |                | 1  | Wisconsin                            | 72                                   |                                      |  |   |                                             |                                             |                                             |  |   |                                    |                                    |                                    |  |
|  |                                      |                                      | 8                                    | Oregon         | 65 |                                      |                                      |                                      |  |   |                                             |                                             |                                             |  |   |                                    |                                    |                                    |  |
|  | 8                                    | Oregon                               | 8                                    | Oregon         | 65 | 79                                   |                                      |                                      |  |   |                                             |                                             |                                             |  |   |                                    |                                    |                                    |  |
|  | 8                                    | Oregon                               |                                      |                |    |                                      |                                      |                                      |  |   |                                             |                                             |                                             |  |   |                                    |                                    |                                    |  |
|  | 9                                    | Oklahoma State                       | 73                                   |                |    |                                      |                                      |                                      |  |   |                                             |                                             |                                             |  |   |                                    |                                    |                                    |  |
|  | 9                                    | Oklahoma State                       | 73                                   |                |    |                                      |                                      |                                      |  | 1 | Wisconsin                                   | 79                                          |                                             |  |   |                                    |                                    |                                    |  |
|  |                                      |                                      |                                      |                |    |                                      |                                      |                                      |  | 1 | Wisconsin                                   | 79                                          |                                             |  |   |                                    |                                    |                                    |  |
|  |                                      |                                      | 4                                    | North Carolina | 72 |                                      |                                      |                                      |  |   |                                             |                                             |                                             |  |   |                                    |                                    |                                    |  |
|  | 5                                    | Arkansas                             | 4                                    | North Carolina | 72 | 56                                   |                                      |                                      |  |   |                                             |                                             |                                             |  |   |                                    |                                    |                                    |  |
|  | 5                                    | Arkansas                             |                                      |                |    |                                      |                                      |                                      |  |   |                                             |                                             |                                             |  |   |                                    |                                    |                                    |  |
|  | 12                                   | Wofford                              | 53                                   |                |    |                                      |                                      |                                      |  |   |                                             |                                             |                                             |  |   |                                    |                                    |                                    |  |
|  | 12                                   | Wofford                              | 53                                   |                | 5  | Arkansas                             | 78                                   |                                      |  |   |                                             |                                             |                                             |  |   |                                    |                                    |                                    |  |
|  | Jacksonville                         |                                      |                                      |                | 5  | Arkansas                             | 78                                   |                                      |  |   |                                             |                                             |                                             |  |   |                                    |                                    |                                    |  |
|  |                                      |                                      | 4                                    | North Carolina | 87 |                                      |                                      |                                      |  |   |                                             |                                             |                                             |  |   |                                    |                                    |                                    |  |
|  | 4                                    | North Carolina                       | 4                                    | North Carolina | 87 | 67                                   |                                      |                                      |  |   |                                             |                                             |                                             |  |   |                                    |                                    |                                    |  |
|  | 4                                    | North Carolina                       |                                      |                |    |                                      |                                      |                                      |  |   |                                             |                                             |                                             |  |   |                                    |                                    |                                    |  |
|  | 13                                   | Harvard                              | 65                                   |                |    |                                      |                                      |                                      |  |   |                                             |                                             |                                             |  |   |                                    |                                    |                                    |  |
|  | 13                                   | Harvard                              | 65                                   |                |    |                                      |                                      |                                      |  |   |                                             |                                             |                                             |  | 1 | Wisconsin                          | 85                                 |                                    |  |
|  |                                      |                                      |                                      |                |    |                                      |                                      |                                      |  |   |                                             |                                             |                                             |  | 1 | Wisconsin                          | 85                                 |                                    |  |
|  |                                      |                                      | 2                                    | Arizona        | 78 |                                      |                                      |                                      |  |   |                                             |                                             |                                             |  |   |                                    |                                    |                                    |  |
|  | 6                                    | Xavier                               | 2                                    | Arizona        | 78 | 76                                   |                                      |                                      |  |   |                                             |                                             |                                             |  |   |                                    |                                    |                                    |  |
|  | 6                                    | Xavier                               |                                      |                |    |                                      |                                      |                                      |  |   |                                             |                                             |                                             |  |   |                                    |                                    |                                    |  |
|  | 11                                   | Ole Miss                             | 57                                   |                |    |                                      |                                      |                                      |  |   |                                             |                                             |                                             |  |   |                                    |                                    |                                    |  |
|  | 11                                   | Ole Miss                             | 57                                   |                | 6  | Xavier                               | 75                                   |                                      |  |   |                                             |                                             |                                             |  |   |                                    |                                    |                                    |  |
|  | Jacksonville                         |                                      |                                      |                | 6  | Xavier                               | 75                                   |                                      |  |   |                                             |                                             |                                             |  |   |                                    |                                    |                                    |  |
|  |                                      |                                      | 14                                   | Georgia State  | 67 |                                      |                                      |                                      |  |   |                                             |                                             |                                             |  |   |                                    |                                    |                                    |  |
|  | 3                                    | Baylor                               | 14                                   | Georgia State  | 67 | 56                                   |                                      |                                      |  |   |                                             |                                             |                                             |  |   |                                    |                                    |                                    |  |
|  | 3                                    | Baylor                               |                                      |                |    |                                      |                                      |                                      |  |   |                                             |                                             |                                             |  |   |                                    |                                    |                                    |  |
|  | 14                                   | Georgia State                        | 57                                   |                |    |                                      |                                      |                                      |  |   |                                             |                                             |                                             |  |   |                                    |                                    |                                    |  |
|  | 14                                   | Georgia State                        | 57                                   |                |    |                                      |                                      |                                      |  | 6 | Xavier                                      | 60                                          |                                             |  |   |                                    |                                    |                                    |  |
|  |                                      |                                      |                                      |                |    |                                      |                                      |                                      |  | 6 | Xavier                                      | 60                                          |                                             |  |   |                                    |                                    |                                    |  |
|  |                                      |                                      | 2                                    | Arizona        | 68 |                                      |                                      |                                      |  |   |                                             |                                             |                                             |  |   |                                    |                                    |                                    |  |
|  | 7                                    | VCU                                  | 2                                    | Arizona        | 68 | 72                                   |                                      |                                      |  |   |                                             |                                             |                                             |  |   |                                    |                                    |                                    |  |
|  | 7                                    | VCU                                  |                                      |                |    |                                      |                                      |                                      |  |   |                                             |                                             |                                             |  |   |                                    |                                    |                                    |  |
|  | 10                                   | Ohio State                           | 75*                                  |                |    |                                      |                                      |                                      |  |   |                                             |                                             |                                             |  |   |                                    |                                    |                                    |  |
|  | 10                                   | Ohio State                           | 75*                                  |                | 10 | Ohio State                           | 58                                   |                                      |  |   |                                             |                                             |                                             |  |   |                                    |                                    |                                    |  |
|  | Portland                             |                                      |                                      |                | 10 | Ohio State                           | 58                                   |                                      |  |   |                                             |                                             |                                             |  |   |                                    |                                    |                                    |  |
|  |                                      |                                      | 2                                    | Arizona        | 73 |                                      |                                      |                                      |  |   |                                             |                                             |                                             |  |   |                                    |                                    |                                    |  |
|  | 2                                    | Arizona                              | 2                                    | Arizona        | 73 | 93                                   |                                      |                                      |  |   |                                             |                                             |                                             |  |   |                                    |                                    |                                    |  |
|  | 2                                    | Arizona                              |                                      |                |    |                                      |                                      |                                      |  |   |                                             |                                             |                                             |  |   |                                    |                                    |                                    |  |
|  | 15                                   | Texas Southern                       | 72                                   |                |    |                                      |                                      |                                      |  |   |                                             |                                             |                                             |  |   |                                    |                                    |                                    |  |
|  | 15                                   | Texas Southern                       | 72                                   |                |    |                                      |                                      |                                      |  |   |                                             |                                             |                                             |  |   |                                    |                                    |                                    |  |
|  |                                      |                                      |                                      |                |    |                                      |                                      |                                      |  |   |                                             |                                             |                                             |  |   |                                    |                                    |                                    |  |

#### Final Regional
| 28 de marzo de 2015 | Arizona Wildcats                                                                          | 78–85                              | Wisconsin Badgers                                          | |  |
| 3:09 p. m. PDT      | Marcador por tiempos: 33–30, 45–55                                                        | Marcador por tiempos: 33–30, 45–55 | Marcador por tiempos: 33–30, 45–55                         | |  |
|                     | Estadísticas B. Ashley, R. Hollis-Jefferson – 17 R. Hollis-Jefferson – 8 T. McConnell – 5 | Reporte Pts Reb Asts               | Estadísticas F. Kaminsky – 29 F. Kaminsky – 6 N. Hayes – 4 | Pabellón: Staples Center – Los Ángeles Asistencia: 19,125 espectadores Árbitros: Pat Adams, Michael Stephens, Mike Eades Televisión: TBS |  |

#### Mejor quinteto del West Regional
- Frank Kaminsky, Wisconsin
- Josh Gasser', Wisconsin
- T.J. McConnell, Arizona
- Sam Dekker, Wisconsin
- Rondae Hollis-Jefferson, Arizona[4][5]

En negrita, mejor jugador del torneo

### East Regional – Syracuse, New York
|  | 2.ª ronda Ronda de 64 19-20 de marzo | 2.ª ronda Ronda de 64 19-20 de marzo | 2.ª ronda Ronda de 64 19-20 de marzo |                |     | 3.ª ronda Ronda de 32 21-22 de marzo | 3.ª ronda Ronda de 32 21-22 de marzo | 3.ª ronda Ronda de 32 21-22 de marzo |  |   | Semifinales Regionales Sweet 16 27 de marzo | Semifinales Regionales Sweet 16 27 de marzo | Semifinales Regionales Sweet 16 27 de marzo |  |   | Final Regional Elite 8 29 de marzo | Final Regional Elite 8 29 de marzo | Final Regional Elite 8 29 de marzo |  |
|  |                                      |                                      |                                      |                |     |                                      |                                      |                                      |  |   |                                             |                                             |                                             |  |   |                                    |                                    |                                    |  |
|  |                                      |                                      |                                      |                |     |                                      |                                      |                                      |  |   |                                             |                                             |                                             |  |   |                                    |                                    |                                    |  |
|  | 1                                    | Villanova                            | 93                                   |                |     |                                      |                                      |                                      |  |   |                                             |                                             |                                             |  |   |                                    |                                    |                                    |  |
|  | 1                                    | Villanova                            | 93                                   |                |     |                                      |                                      |                                      |  |   |                                             |                                             |                                             |  |   |                                    |                                    |                                    |  |
|  | 16                                   | Lafayette                            | 52                                   |                |     |                                      |                                      |                                      |  |   |                                             |                                             |                                             |  |   |                                    |                                    |                                    |  |
|  | 16                                   | Lafayette                            | 52                                   |                | 1   | Villanova                            | 68                                   |                                      |  |   |                                             |                                             |                                             |  |   |                                    |                                    |                                    |  |
|  | Pittsburgh                           |                                      |                                      |                | 1   | Villanova                            | 68                                   |                                      |  |   |                                             |                                             |                                             |  |   |                                    |                                    |                                    |  |
|  |                                      |                                      | 8                                    | NC State       | 71  |                                      |                                      |                                      |  |   |                                             |                                             |                                             |  |   |                                    |                                    |                                    |  |
|  | 8                                    | NC State                             | 8                                    | NC State       | 71  | 66                                   |                                      |                                      |  |   |                                             |                                             |                                             |  |   |                                    |                                    |                                    |  |
|  | 8                                    | NC State                             |                                      |                |     |                                      |                                      |                                      |  |   |                                             |                                             |                                             |  |   |                                    |                                    |                                    |  |
|  | 9                                    | LSU                                  | 65                                   |                |     |                                      |                                      |                                      |  |   |                                             |                                             |                                             |  |   |                                    |                                    |                                    |  |
|  | 9                                    | LSU                                  | 65                                   |                |     |                                      |                                      |                                      |  | 8 | NC State                                    | 65                                          |                                             |  |   |                                    |                                    |                                    |  |
|  |                                      |                                      |                                      |                |     |                                      |                                      |                                      |  | 8 | NC State                                    | 65                                          |                                             |  |   |                                    |                                    |                                    |  |
|  |                                      |                                      | 4                                    | Louisville     | 75  |                                      |                                      |                                      |  |   |                                             |                                             |                                             |  |   |                                    |                                    |                                    |  |
|  | 5                                    | Northern Iowa                        | 4                                    | Louisville     | 75  | 71                                   |                                      |                                      |  |   |                                             |                                             |                                             |  |   |                                    |                                    |                                    |  |
|  | 5                                    | Northern Iowa                        |                                      |                |     |                                      |                                      |                                      |  |   |                                             |                                             |                                             |  |   |                                    |                                    |                                    |  |
|  | 12                                   | Wyoming                              | 54                                   |                |     |                                      |                                      |                                      |  |   |                                             |                                             |                                             |  |   |                                    |                                    |                                    |  |
|  | 12                                   | Wyoming                              | 54                                   |                | 5   | Northern Iowa                        | 53                                   |                                      |  |   |                                             |                                             |                                             |  |   |                                    |                                    |                                    |  |
|  | Seattle                              |                                      |                                      |                | 5   | Northern Iowa                        | 53                                   |                                      |  |   |                                             |                                             |                                             |  |   |                                    |                                    |                                    |  |
|  |                                      |                                      | 4                                    | Louisville     | 66  |                                      |                                      |                                      |  |   |                                             |                                             |                                             |  |   |                                    |                                    |                                    |  |
|  | 4                                    | Louisville                           | 4                                    | Louisville     | 66  | 57                                   |                                      |                                      |  |   |                                             |                                             |                                             |  |   |                                    |                                    |                                    |  |
|  | 4                                    | Louisville                           |                                      |                |     |                                      |                                      |                                      |  |   |                                             |                                             |                                             |  |   |                                    |                                    |                                    |  |
|  | 13                                   | UC Irvine                            | 55                                   |                |     |                                      |                                      |                                      |  |   |                                             |                                             |                                             |  |   |                                    |                                    |                                    |  |
|  | 13                                   | UC Irvine                            | 55                                   |                |     |                                      |                                      |                                      |  |   |                                             |                                             |                                             |  | 4 | Louisville                         | 70                                 |                                    |  |
|  |                                      |                                      |                                      |                |     |                                      |                                      |                                      |  |   |                                             |                                             |                                             |  | 4 | Louisville                         | 70                                 |                                    |  |
|  |                                      |                                      | 7                                    | Michigan State | 76* |                                      |                                      |                                      |  |   |                                             |                                             |                                             |  |   |                                    |                                    |                                    |  |
|  | 6                                    | Providence                           | 7                                    | Michigan State | 76* | 53                                   |                                      |                                      |  |   |                                             |                                             |                                             |  |   |                                    |                                    |                                    |  |
|  | 6                                    | Providence                           |                                      |                |     |                                      |                                      |                                      |  |   |                                             |                                             |                                             |  |   |                                    |                                    |                                    |  |
|  | 11                                   | Dayton                               | 66                                   |                |     |                                      |                                      |                                      |  |   |                                             |                                             |                                             |  |   |                                    |                                    |                                    |  |
|  | 11                                   | Dayton                               | 66                                   |                | 11  | Dayton                               | 66                                   |                                      |  |   |                                             |                                             |                                             |  |   |                                    |                                    |                                    |  |
|  | Columbus                             |                                      |                                      |                | 11  | Dayton                               | 66                                   |                                      |  |   |                                             |                                             |                                             |  |   |                                    |                                    |                                    |  |
|  |                                      |                                      | 3                                    | Oklahoma       | 72  |                                      |                                      |                                      |  |   |                                             |                                             |                                             |  |   |                                    |                                    |                                    |  |
|  | 3                                    | Oklahoma                             | 3                                    | Oklahoma       | 72  | 69                                   |                                      |                                      |  |   |                                             |                                             |                                             |  |   |                                    |                                    |                                    |  |
|  | 3                                    | Oklahoma                             |                                      |                |     |                                      |                                      |                                      |  |   |                                             |                                             |                                             |  |   |                                    |                                    |                                    |  |
|  | 14                                   | Albany                               | 60                                   |                |     |                                      |                                      |                                      |  |   |                                             |                                             |                                             |  |   |                                    |                                    |                                    |  |
|  | 14                                   | Albany                               | 60                                   |                |     |                                      |                                      |                                      |  | 3 | Oklahoma                                    | 58                                          |                                             |  |   |                                    |                                    |                                    |  |
|  |                                      |                                      |                                      |                |     |                                      |                                      |                                      |  | 3 | Oklahoma                                    | 58                                          |                                             |  |   |                                    |                                    |                                    |  |
|  |                                      |                                      | 7                                    | Michigan State | 62  |                                      |                                      |                                      |  |   |                                             |                                             |                                             |  |   |                                    |                                    |                                    |  |
|  | 7                                    | Michigan State                       | 7                                    | Michigan State | 62  | 70                                   |                                      |                                      |  |   |                                             |                                             |                                             |  |   |                                    |                                    |                                    |  |
|  | 7                                    | Michigan State                       |                                      |                |     |                                      |                                      |                                      |  |   |                                             |                                             |                                             |  |   |                                    |                                    |                                    |  |
|  | 10                                   | Georgia                              | 63                                   |                |     |                                      |                                      |                                      |  |   |                                             |                                             |                                             |  |   |                                    |                                    |                                    |  |
|  | 10                                   | Georgia                              | 63                                   |                | 7   | Michigan State                       | 60                                   |                                      |  |   |                                             |                                             |                                             |  |   |                                    |                                    |                                    |  |
|  | Charlotte                            |                                      |                                      |                | 7   | Michigan State                       | 60                                   |                                      |  |   |                                             |                                             |                                             |  |   |                                    |                                    |                                    |  |
|  |                                      |                                      | 2                                    | Virginia       | 54  |                                      |                                      |                                      |  |   |                                             |                                             |                                             |  |   |                                    |                                    |                                    |  |
|  | 2                                    | Virginia                             | 2                                    | Virginia       | 54  | 79                                   |                                      |                                      |  |   |                                             |                                             |                                             |  |   |                                    |                                    |                                    |  |
|  | 2                                    | Virginia                             |                                      |                |     |                                      |                                      |                                      |  |   |                                             |                                             |                                             |  |   |                                    |                                    |                                    |  |
|  | 15                                   | Belmont                              | 67                                   |                |     |                                      |                                      |                                      |  |   |                                             |                                             |                                             |  |   |                                    |                                    |                                    |  |
|  | 15                                   | Belmont                              | 67                                   |                |     |                                      |                                      |                                      |  |   |                                             |                                             |                                             |  |   |                                    |                                    |                                    |  |
|  |                                      |                                      |                                      |                |     |                                      |                                      |                                      |  |   |                                             |                                             |                                             |  |   |                                    |                                    |                                    |  |

#### Final Regional
| 29 de marzo de 2015 | Michigan State Spartans                                    | 76–70                                           | Louisville Cardinals                                          | |  |
| 2:20 p. m. EDT      | Marcador por tiempos: 32–40, 33–25 (T.E.: 11–5)            | Marcador por tiempos: 32–40, 33–25 (T.E.: 11–5) | Marcador por tiempos: 32–40, 33–25 (T.E.: 11–5)               | |  |
|                     | Estadísticas T. Trice – 17 B. Dawson – 11 D. Valentine – 6 | Reporte Pts Reb Asts                            | Estadísticas W. Blackshear – 28 M. Harrell – 9 M. Harrell – 4 | Pabellón: Carrier Dome – Syracuse, New York Asistencia: 24.404 espectadores Árbitros: Pat Driscoll, Doug Shows, Verne Harris Televisión: CBS |  |

#### Mejor quinteto del East Regional
- Travis Trice, Michigan State
- Denzel Valentine, Michigan State
- Terry Rozier, Louisville
- Montrezl Harrell, Louisville
- Wayne Blackshear, Louisville[6][7]

En negrita, mejor jugador del torneo

### South Regional – Houston, Texas
|  | 2.ª ronda Ronda de 64 19-20 de marzo | 2.ª ronda Ronda de 64 19-20 de marzo | 2.ª ronda Ronda de 64 19-20 de marzo |                 |    | 3.ª ronda Ronda de 32 21-22 de marzo | 3.ª ronda Ronda de 32 21-22 de marzo | 3.ª ronda Ronda de 32 21-22 de marzo |  |    | Semifinales Regionales Sweet 16 27 de marzo | Semifinales Regionales Sweet 16 27 de marzo | Semifinales Regionales Sweet 16 27 de marzo |  |   | Final Regional Elite 8 29 de marzo | Final Regional Elite 8 29 de marzo | Final Regional Elite 8 29 de marzo |  |
|  |                                      |                                      |                                      |                 |    |                                      |                                      |                                      |  |    |                                             |                                             |                                             |  |   |                                    |                                    |                                    |  |
|  |                                      |                                      |                                      |                 |    |                                      |                                      |                                      |  |    |                                             |                                             |                                             |  |   |                                    |                                    |                                    |  |
|  | 1                                    | Duke                                 | 85                                   |                 |    |                                      |                                      |                                      |  |    |                                             |                                             |                                             |  |   |                                    |                                    |                                    |  |
|  | 1                                    | Duke                                 | 85                                   |                 |    |                                      |                                      |                                      |  |    |                                             |                                             |                                             |  |   |                                    |                                    |                                    |  |
|  | 16                                   | Robert Morris                        | 56                                   |                 |    |                                      |                                      |                                      |  |    |                                             |                                             |                                             |  |   |                                    |                                    |                                    |  |
|  | 16                                   | Robert Morris                        | 56                                   |                 | 1  | Duke                                 | 68                                   |                                      |  |    |                                             |                                             |                                             |  |   |                                    |                                    |                                    |  |
|  | Charlotte                            |                                      |                                      |                 | 1  | Duke                                 | 68                                   |                                      |  |    |                                             |                                             |                                             |  |   |                                    |                                    |                                    |  |
|  |                                      |                                      | 8                                    | San Diego State | 49 |                                      |                                      |                                      |  |    |                                             |                                             |                                             |  |   |                                    |                                    |                                    |  |
|  | 8                                    | San Diego State                      | 8                                    | San Diego State | 49 | 76                                   |                                      |                                      |  |    |                                             |                                             |                                             |  |   |                                    |                                    |                                    |  |
|  | 8                                    | San Diego State                      |                                      |                 |    |                                      |                                      |                                      |  |    |                                             |                                             |                                             |  |   |                                    |                                    |                                    |  |
|  | 9                                    | St. John's                           | 64                                   |                 |    |                                      |                                      |                                      |  |    |                                             |                                             |                                             |  |   |                                    |                                    |                                    |  |
|  | 9                                    | St. John's                           | 64                                   |                 |    |                                      |                                      |                                      |  | 1  | Duke                                        | 63                                          |                                             |  |   |                                    |                                    |                                    |  |
|  |                                      |                                      |                                      |                 |    |                                      |                                      |                                      |  | 1  | Duke                                        | 63                                          |                                             |  |   |                                    |                                    |                                    |  |
|  |                                      |                                      | 5                                    | Utah            | 57 |                                      |                                      |                                      |  |    |                                             |                                             |                                             |  |   |                                    |                                    |                                    |  |
|  | 5                                    | Utah                                 | 5                                    | Utah            | 57 | 57                                   |                                      |                                      |  |    |                                             |                                             |                                             |  |   |                                    |                                    |                                    |  |
|  | 5                                    | Utah                                 |                                      |                 |    |                                      |                                      |                                      |  |    |                                             |                                             |                                             |  |   |                                    |                                    |                                    |  |
|  | 12                                   | Stephen F. Austin                    | 50                                   |                 |    |                                      |                                      |                                      |  |    |                                             |                                             |                                             |  |   |                                    |                                    |                                    |  |
|  | 12                                   | Stephen F. Austin                    | 50                                   |                 | 5  | Utah                                 | 75                                   |                                      |  |    |                                             |                                             |                                             |  |   |                                    |                                    |                                    |  |
|  | Portland                             |                                      |                                      |                 | 5  | Utah                                 | 75                                   |                                      |  |    |                                             |                                             |                                             |  |   |                                    |                                    |                                    |  |
|  |                                      |                                      | 4                                    | Georgetown      | 64 |                                      |                                      |                                      |  |    |                                             |                                             |                                             |  |   |                                    |                                    |                                    |  |
|  | 4                                    | Georgetown                           | 4                                    | Georgetown      | 64 | 84                                   |                                      |                                      |  |    |                                             |                                             |                                             |  |   |                                    |                                    |                                    |  |
|  | 4                                    | Georgetown                           |                                      |                 |    |                                      |                                      |                                      |  |    |                                             |                                             |                                             |  |   |                                    |                                    |                                    |  |
|  | 13                                   | Eastern Washington                   | 74                                   |                 |    |                                      |                                      |                                      |  |    |                                             |                                             |                                             |  |   |                                    |                                    |                                    |  |
|  | 13                                   | Eastern Washington                   | 74                                   |                 |    |                                      |                                      |                                      |  |    |                                             |                                             |                                             |  | 1 | Duke                               | 66                                 |                                    |  |
|  |                                      |                                      |                                      |                 |    |                                      |                                      |                                      |  |    |                                             |                                             |                                             |  | 1 | Duke                               | 66                                 |                                    |  |
|  |                                      |                                      | 2                                    | Gonzaga         | 52 |                                      |                                      |                                      |  |    |                                             |                                             |                                             |  |   |                                    |                                    |                                    |  |
|  | 6                                    | SMU                                  | 2                                    | Gonzaga         | 52 | 59                                   |                                      |                                      |  |    |                                             |                                             |                                             |  |   |                                    |                                    |                                    |  |
|  | 6                                    | SMU                                  |                                      |                 |    |                                      |                                      |                                      |  |    |                                             |                                             |                                             |  |   |                                    |                                    |                                    |  |
|  | 11                                   | UCLA                                 | 60                                   |                 |    |                                      |                                      |                                      |  |    |                                             |                                             |                                             |  |   |                                    |                                    |                                    |  |
|  | 11                                   | UCLA                                 | 60                                   |                 | 11 | UCLA                                 | 92                                   |                                      |  |    |                                             |                                             |                                             |  |   |                                    |                                    |                                    |  |
|  | Louisville                           |                                      |                                      |                 | 11 | UCLA                                 | 92                                   |                                      |  |    |                                             |                                             |                                             |  |   |                                    |                                    |                                    |  |
|  |                                      |                                      | 14                                   | UAB             | 75 |                                      |                                      |                                      |  |    |                                             |                                             |                                             |  |   |                                    |                                    |                                    |  |
|  | 3                                    | Iowa State                           | 14                                   | UAB             | 75 | 59                                   |                                      |                                      |  |    |                                             |                                             |                                             |  |   |                                    |                                    |                                    |  |
|  | 3                                    | Iowa State                           |                                      |                 |    |                                      |                                      |                                      |  |    |                                             |                                             |                                             |  |   |                                    |                                    |                                    |  |
|  | 14                                   | UAB                                  | 60                                   |                 |    |                                      |                                      |                                      |  |    |                                             |                                             |                                             |  |   |                                    |                                    |                                    |  |
|  | 14                                   | UAB                                  | 60                                   |                 |    |                                      |                                      |                                      |  | 11 | UCLA                                        | 62                                          |                                             |  |   |                                    |                                    |                                    |  |
|  |                                      |                                      |                                      |                 |    |                                      |                                      |                                      |  | 11 | UCLA                                        | 62                                          |                                             |  |   |                                    |                                    |                                    |  |
|  |                                      |                                      | 2                                    | Gonzaga         | 74 |                                      |                                      |                                      |  |    |                                             |                                             |                                             |  |   |                                    |                                    |                                    |  |
|  | 7                                    | Iowa                                 | 2                                    | Gonzaga         | 74 | 83                                   |                                      |                                      |  |    |                                             |                                             |                                             |  |   |                                    |                                    |                                    |  |
|  | 7                                    | Iowa                                 |                                      |                 |    |                                      |                                      |                                      |  |    |                                             |                                             |                                             |  |   |                                    |                                    |                                    |  |
|  | 10                                   | Davidson                             | 52                                   |                 |    |                                      |                                      |                                      |  |    |                                             |                                             |                                             |  |   |                                    |                                    |                                    |  |
|  | 10                                   | Davidson                             | 52                                   |                 | 7  | Iowa                                 | 68                                   |                                      |  |    |                                             |                                             |                                             |  |   |                                    |                                    |                                    |  |
|  | Seattle                              |                                      |                                      |                 | 7  | Iowa                                 | 68                                   |                                      |  |    |                                             |                                             |                                             |  |   |                                    |                                    |                                    |  |
|  |                                      |                                      | 2                                    | Gonzaga         | 87 |                                      |                                      |                                      |  |    |                                             |                                             |                                             |  |   |                                    |                                    |                                    |  |
|  | 2                                    | Gonzaga                              | 2                                    | Gonzaga         | 87 | 86                                   |                                      |                                      |  |    |                                             |                                             |                                             |  |   |                                    |                                    |                                    |  |
|  | 2                                    | Gonzaga                              |                                      |                 |    |                                      |                                      |                                      |  |    |                                             |                                             |                                             |  |   |                                    |                                    |                                    |  |
|  | 15                                   | North Dakota State                   | 76                                   |                 |    |                                      |                                      |                                      |  |    |                                             |                                             |                                             |  |   |                                    |                                    |                                    |  |
|  | 15                                   | North Dakota State                   | 76                                   |                 |    |                                      |                                      |                                      |  |    |                                             |                                             |                                             |  |   |                                    |                                    |                                    |  |
|  |                                      |                                      |                                      |                 |    |                                      |                                      |                                      |  |    |                                             |                                             |                                             |  |   |                                    |                                    |                                    |  |

#### Final Regional
| 29 de marzo de 2016 | Gonzaga Bulldogs                                                                                          | 52–66                              | Duke Blue Devils                                                  | |  |
| 4:05 p. m. CDT      | Marcador por tiempos: 26–31, 26–35                                                                        | Marcador por tiempos: 26–31, 26–35 | Marcador por tiempos: 26–31, 26–35                                | |  |
|                     | Estadísticas K. Wiltjer – 16 K. Wiltjer, P. Karnowski, B. Wesley – 5 P. Karnowski, B. Wesley, G. Bell – 2 | Reporte Pts Reb Asts               | Estadísticas M. Jones, J. Winslow – 16 J. Okafor – 8 T. Jones – 6 | Pabellón: NRG Stadium – Houston, Texas Asistencia: 20.744 espectadores Árbitros: Mike Stuart, Doug Sirmons, Jeffrey Anderson Televisión: CBS |  |

#### Mejor quinteto del South Regional
- Matt Jones, Duke
- Tyus Jones, Duke
- Justise Winslow, Duke
- Kyle Wiltjer, Gonzaga
- Domantas Sabonis, Gonzaga[8][9]

En negrita, mejor jugador del torneo

### Final Four - Lucas Oil Stadium – Indianapolis, Indiana

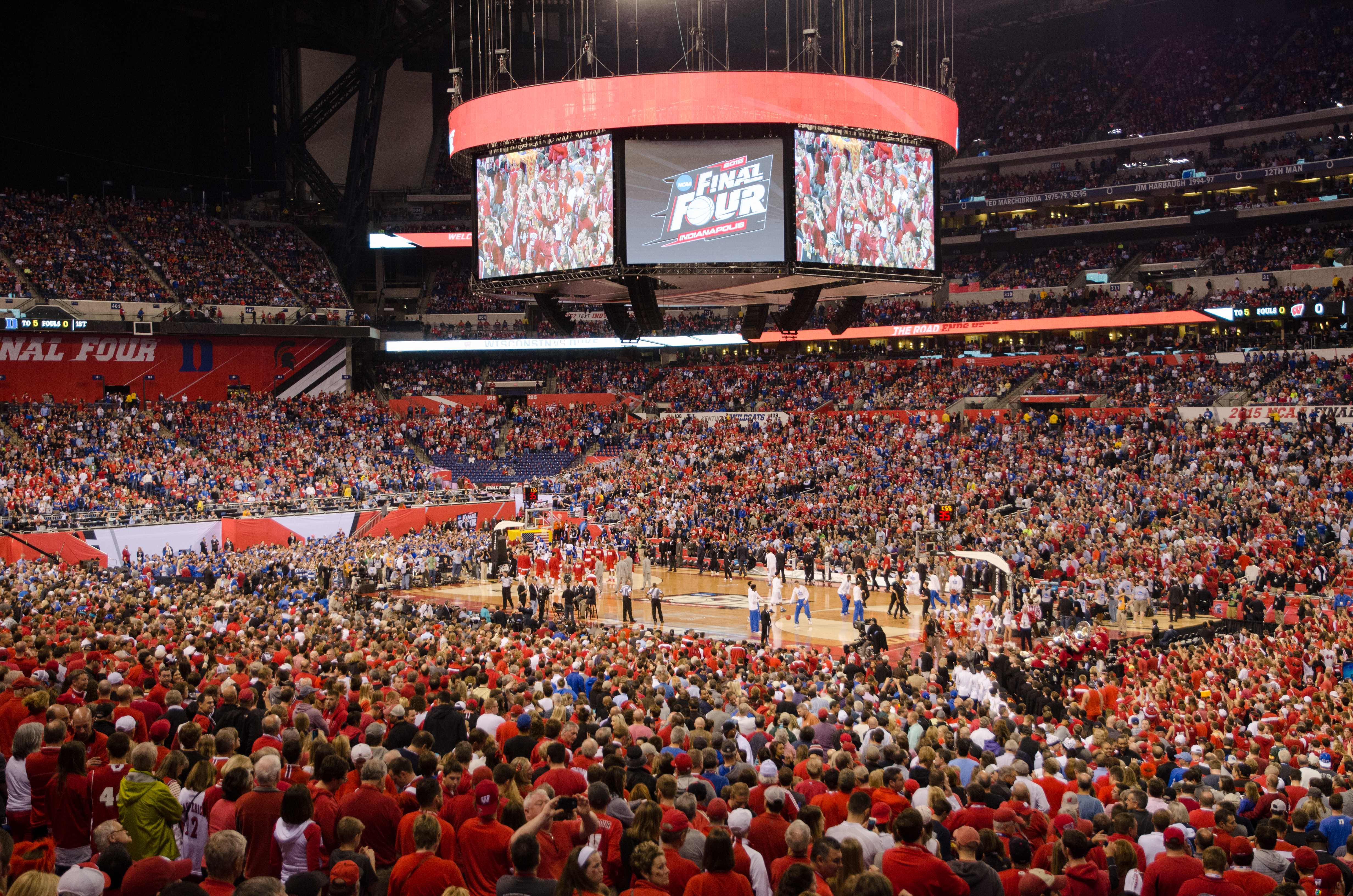
El Lucas Oil Stadium antes de la final entre Duke y Wisconsin

|  | Semifinales Nacional 4 de abril | Semifinales Nacional 4 de abril | Semifinales Nacional 4 de abril |      |    | Final Nacional 6 de abril | Final Nacional 6 de abril | Final Nacional 6 de abril |  |
|  |                                 |                                 |                                 |      |    |                           |                           |                           |  |
|  |                                 |                                 |                                 |      |    |                           |                           |                           |  |
|  | MW1                             | Kentucky                        | 64                              |      |    |                           |                           |                           |  |
|  | MW1                             | Kentucky                        | 64                              |      |    |                           |                           |                           |  |
|  | W1                              | Wisconsin                       | 71                              |      |    |                           |                           |                           |  |
|  | W1                              | Wisconsin                       | 71                              |      | W1 | Wisconsin                 | 63                        |                           |  |
|  |                                 |                                 |                                 |      | W1 | Wisconsin                 | 63                        |                           |  |
|  |                                 |                                 | S1                              | Duke | 68 |                           |                           |                           |  |
|  | E7                              | Michigan State                  | S1                              | Duke | 68 | 61                        |                           |                           |  |
|  | E7                              | Michigan State                  |                                 |      |    | 61                        |                           |                           |  |
|  | S1                              | Duke                            | 81                              |      |    |                           |                           |                           |  |
|  | S1                              | Duke                            | 81                              |      |    |                           |                           |                           |  |
|  |                                 |                                 |                                 |      |    |                           |                           |                           |  |

#### Mejor quinteto de la Final Four
- Sam Dekker, Wisconsin
- Frank Kaminsky, Wisconsin
- Grayson Allen, Duke
- Justise Winslow, Duke
- Tyus Jones, Duke, Mejor Jugador del Torneo[10]

#### Semifinales
| 4 de abril de 2015 | Michigan State Spartans                                                 | 61–81                              | Duke Blue Devils                                         | |  |
| 6:09 p. m. EDT     | Marcador por tiempos: 25–36, 36–45                                      | Marcador por tiempos: 25–36, 36–45 | Marcador por tiempos: 25–36, 36–45                       | |  |
|                    | Estadísticas D. Valentine – 22 D. Valentine – 11 T. Trice, L. Nairn – 5 | Reporte Pts Reb Asts               | Estadísticas J. Winslow – 19 J. Winslow – 9 T. Jones – 4 | Pabellón: Lucas Oil Stadium – Indianapolis Asistencia: 72.238 espectadores Árbitros: Bryan Kersey, Pat Adams, Mike Eades Televisión: TBS |  |

| 4 de abril de 2015 | Wisconsin Badgers                                                                     | 71–64                              | Kentucky Wildcats                                        | |  |
| 9:06 p. m. EDT     | Marcador por tiempos: 36–36, 35–28                                                    | Marcador por tiempos: 36–36, 35–28 | Marcador por tiempos: 36–36, 35–28                       | |  |
|                    | Estadísticas F. Kaminsky – 20 F. Kaminsky – 11 F. Kaminsky, T. Jackson, B. Koenig – 2 | Reporte Pts Reb Asts               | Estadísticas K. Towns – 16 K. Towns – 9 An. Harrison – 4 | Pabellón: Lucas Oil Stadium – Indianapolis Asistencia: 72.238 espectadores Árbitros: Verne Harris, John Higgins, Doug Sirmons Televisión: TBS |  |

#### Final Nacional
| 6 de abril de 2015 | Duke Blue Devils                                                    | 68–63                              | Wisconsin Badgers                                            | |  |
| 9:18 p. m. EDT     | Marcador por tiempos: 31–31, 37–32                                  | Marcador por tiempos: 31–31, 37–32 | Marcador por tiempos: 31–31, 37–32                           | |  |
|                    | Estadísticas T. Jones – 23 J. Winslow – 9 Q. Cook, A. Jefferson – 2 | Reporte Pts Reb Asts               | Estadísticas F. Kaminsky – 21 F. Kaminsky – 12 B. Koenig – 4 | Pabellón: Lucas Oil Stadium – Indianapolis Asistencia: 71.149 espectadores Árbitros: Joe DeRosa, Michael Stephens, Pat Driscoll Televisión: CBS |  |

| Campeón de la NCAA 2015    |
| -------------------------- |
| Duke Blue Devils 5º título |